# Желтушник выемчато-зубчатый
Желтушник выемчато-зубчатый, или Желтушник выгрызенный (лат. Erysimum repandum) — вид однолетних травянистых растений рода Желтушник (Erysimum) семейства Капустные (Brassicaceae).

## Ботаническое описание
Однолетнее травянистое растение высотой (7)15-40(48) см. Стебель сильно ветвящийся, опушенный двураздельными (т. н. мальпигиевы волоски) с небольшим количеством трёхраздельных волосков.
Листья узколанцетные, выемчато-зубчатые с загнутой верхушкой, прикорневые — струговидные (напоминают листья одуванчика).
Чашелистики 4-6 мм длиной. Лепестки жёлтые 7-10 мм. Цветоножки при плодах до 5 мм длиной, утолщенные.
Плод — стручок длиной 5-10 см и толщиной 1-1,5 мм. Поверхность чаще бугорчатая.
Семена продолговатые, рыжие.
Хромосомное число 2n=14, 16, 28.

## Распространение и среда обитания
Представители вида произрастают в Центральной Европе, в Средиземноморье, на Балканах, в Иране, Кашмире, в Средней Азии. В Северной Америке — заносное. На территории России ареал охватывает южную половину Европейской части и Предкавказье. Как заносное встречается в Средней России. Вид включен в ботанический атлас растений Ленинградской области.
Растения предпочитают степи, поля, сухие обнажения. Рудеральное и сорное растение, встречающееся по окраинам полей, вдоль дорог, на пустырях.

## Значение и применение
Встречается в посевах по всей России, где является злостным сорняком. В качестве мер борьбы используются селективные гербициды.
Семена содержат ок. 27 % жирных масел, однако информация об использовании в качестве масличной культуры отсутствует.
Упоминается как лекарственное и ядовитое растение.

## Классификация

### Таксономия
Erysimum repandum L., 1753, Demonstr. Pl. : 17
Вид Желтушник выемчато-зубчатый относится к роду Желтушник (Erysimum) семейства Капустные (Brassicaceae) порядка Капустоцветные (Brassicales). Кладограмма в соответствии с Системой APG IV по состоянию на июнь 2023 года:
|  |                                      |  |                                   |                                   |                     |  | ещё 16 семейств | ещё 16 семейств |                             |  |                        |  | еще 248 подтвержденных видов и 69 видов, ожидающих подтверждения | еще 248 подтвержденных видов и 69 видов, ожидающих подтверждения |  |
|  |                                      |  |                                   |                                   |                     |  | ещё 16 семейств | ещё 16 семейств |                             |  |                        |  | еще 248 подтвержденных видов и 69 видов, ожидающих подтверждения | еще 248 подтвержденных видов и 69 видов, ожидающих подтверждения |  |
|  |                                      |  |                                   | порядок Капустоцветные            |                     |  |                 |                 | род Желтушник               |  |                        |  |                                                                  |                                                                  |  |
|  |                                      |  |                                   | порядок Капустоцветные            |                     |  |                 |                 | род Желтушник               |  | 1 внутривидовой таксон |  |                                                                  |                                                                  |  |
|  | отдел Цветковые, или Покрытосеменные |  |                                   |                                   | семейство Капустные |  |                 |                 | Желтушник выемчато-зубчатый |  |                        |  |                                                                  |                                                                  |  |
|  | отдел Цветковые, или Покрытосеменные |  |                                   |                                   |                     |  |                 |                 |                             |  |                        |  |                                                                  |                                                                  |  |
|  |                                      |  | ещё 63 порядка цветковых растений | ещё 63 порядка цветковых растений |                     |  |                 | ещё 354 рода    | ещё 354 рода                |  |                        |  |                                                                  |                                                                  |  |
|  |                                      |  |                                   | ещё 63 порядка цветковых растений |                     |  |                 |                 | ещё 354 рода                |  |                        |  |                                                                  |                                                                  |  |

### Синонимы
- Cheiranthus paniculatus  Lam.
- Cheiranthus ramosissimus  Lam.
- Cheirinia repanda  (L.) Link
- Crucifera repanda  E.H.L.Krause
- Erysimum comperianum  Czern. ex Turcz.
- Erysimum patens  Loscos
- Erysimum ramosissimum  Crantz
- Erysimum rigidum  DC.